# Bracon propodealis
Bracon propodealis är en stekelart som beskrevs av Vladimir Ivanovich Tobias 2000. Bracon propodealis ingår i släktet Bracon och familjen bracksteklar. Inga underarter finns listade.